# Róża Thun
Róża Thun z domu Woźniakowska, właśc. Róża Maria Barbara Gräfin von Thun und Hohenstein (ur. 13 kwietnia 1954 w Krakowie) – polska działaczka organizacji pozarządowych, działaczka polityczna i publicystka. W latach 2005–2009 dyrektor Przedstawicielstwa Komisji Europejskiej w Polsce, od 2009 do 2024 posłanka do Parlamentu Europejskiego VII, VIII i IX kadencji.

## Życiorys

### Wykształcenie i działalność do 1991
W 1979 ukończyła filologię angielską na Uniwersytecie Jagiellońskim w Krakowie. Jej praca magisterska poświęcona była dramatom Oscara Wilde’a.
W drugiej połowie lat 70. działała w opozycji demokratycznej w Krakowie. Była związana z dominikańskim duszpasterstwem akademickim Beczka, z którego wywodziła się część późniejszego środowiska Studenckiego Komitetu Solidarności. W okresie 1978–1979 pełniła funkcję rzecznika SKS, współpracowała też z Komitetem Obrony Robotników. Wraz m.in. z Józefem Baranem i Bogusławem Sonikiem należała do sygnatariuszy listu do Amnesty International, opisującego represje wobec niezależnych grup studenckich w PRL. W okresie pierwszej pielgrzymki Jana Pawła II do Polski w czerwcu 1979 współorganizowała niezależne biuro prasowe, w którym m.in. informowała dziennikarzy zachodnich o celach i działalności opozycji demokratycznej oraz o sytuacji Kościoła w Polsce. Zajmowała się organizacją tzw. Uniwersytetu Latającego oraz spotkań dyskusyjnych działaczy opozycyjnych, kolportowała wydawnictwa niezależne.
W latach 1981–1991 przebywała za granicą, głównie w Niemczech, a w okresie 1989–1991 w Nepalu. Była uczestnikiem konferencji we Francji i w Niemczech, poświęconych sytuacji w Polsce i wyjaśniających tło polityczno-społeczne po ogłoszeniu stanu wojennego. Przekazywała m.in. zachodnim mediom informacje o sytuacji politycznej w Polsce, pomagała przebywającym na Zachodzie działaczom „Solidarności”. Współorganizowała i uczestniczyła w transportach humanitarnych do kraju, a także pomagała przy organizacji stoisk wydawnictw drugiego obiegu na Międzynarodowych Targach Książki we Frankfurcie. Z upoważnienia krakowskiego oddziału NSZZ „Solidarność” uczestniczyła w pierwszym (po 13 grudnia 1981) spotkaniu działaczy związku w Brukseli. Zawodowo pracowała jako tłumaczka, była autorką recenzji książek dla Herder Verlag.

### Działalność od 1991

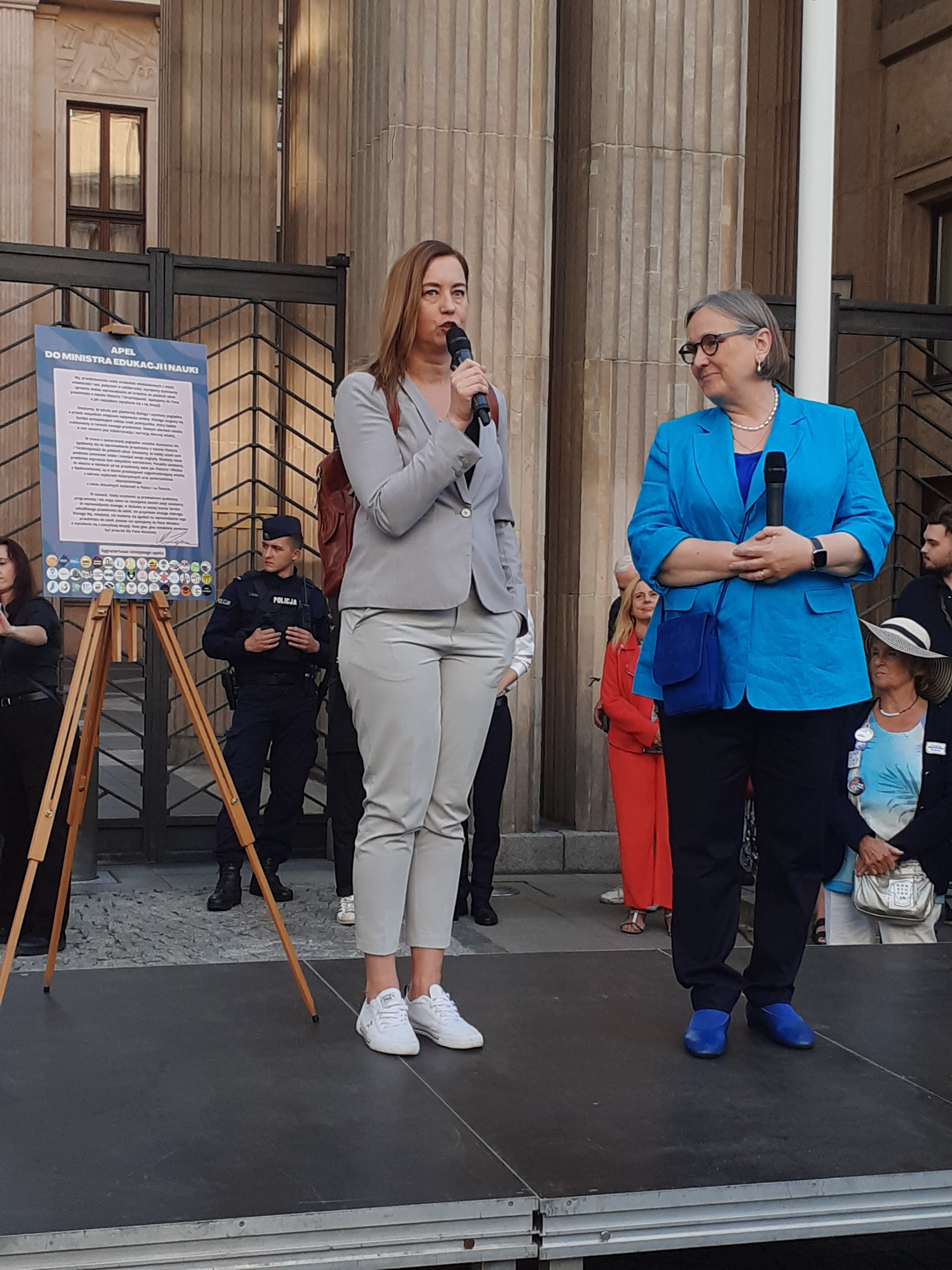
Hanna Gill-Piątek i Róża Thun na demonstracji przeciwko podręcznikowi 1945–1979. Historia i teraźniejszość (2022)

Od 1992 do 2005 pełniła funkcję dyrektora generalnego, a następnie prezesa zarządu Polskiej Fundacji im. Roberta Schumana. W tym czasie była współorganizatorką sieci proeuropejskich organizacji pozarządowych. Pomysłodawczyni konferencji, spotkań naukowych i publicznych (np. tzw. Parada Schumana), imprez masowych, szkoleń i debat organizowanych przez tę fundację. Jest autorką tekstów publicystycznych i wystąpień konferencyjnych w Polsce, Francji, Niemczech i innych krajach europejskich, dotyczących przeważnie tematyki integracji europejskiej, drukowanych w pracach zbiorowych i periodykach. Członek Klubu Inteligencji Katolickiej w Warszawie, w latach 2003–2004 wchodziła w skład zarządu tej organizacji. Działaczka Stowarzyszenia Francja-Polska dla Europy, Stowarzyszenia Przyjaciół Muzeum Emeryka Czapskiego w Krakowie oraz Stowarzyszenia Szkoła Liderów.
W latach 90. związana z Unią Demokratyczną i następnie z Unią Wolności (była członkiem rady krajowej tej partii). W latach 1998–2000 sprawowała mandat radnej Gminy Warszawa-Centrum. Wchodziła w skład Narodowej Rady Integracji Europejskiej funkcjonującej przy premierze oraz Grupy Refleksyjnej dla Przyszłości Unii Europejskiej przy prezydencie. Organizowała Forum Świętego Wojciecha oraz zjazd „Dokąd idziesz Europo?” (w 2002 w Gnieźnie). W latach 2002–2003 należała do grupy ekspertów przy przedstawicielu Rady Ministrów do Konwentu Europejskiego, minister Danucie Hübner. W okresie przedreferendalnym w 2003 była inicjatorką i współorganizatorką licznych spotkań publicznych. Wspierała powstawanie szkolnych klubów europejskich oraz szkół noszących imię Roberta Schumana, a także organizowała Inicjatywę Obywatelskiej „TAK w Referendum”. W 2005 objęła stanowisko dyrektora Przedstawicielstwa Komisji Europejskiej w Polsce, które zajmowała do 2009.
W wyborach w 2009 została wybrana na posłankę do Parlamentu Europejskiego z listy Platformy Obywatelskiej w okręgu obejmującym województwa małopolskie i świętokrzyskie. W lipcu tego samego roku wstąpiła do PO. Po rozwiązaniu przez władze krajowe PO małopolskich struktur była komisarzem krakowskiej PO. Pełniła tę funkcję do marca 2010, gdy nowym przewodniczącym został Łukasz Gibała. W maju tego samego roku bez powodzenia ubiegała się o stanowisko przewodniczącej regionu. W 2014 z powodzeniem ubiegała się o reelekcję w wyborach europejskich, uzyskując mandat deputowanej do PE VIII kadencji. Objęła funkcję przewodniczącej grupy roboczej ds. jednolitego rynku cyfrowego. W Parlamencie Europejskim weszła w skład Komisji Rynku Wewnętrznego i Ochrony Konsumentów. Dołączyła również do Spinelli Group, inicjatywy działającej na rzecz federalizacji Unii Europejskiej. W wyborach do Parlamentu Europejskiego w 2019 kandydowała z listy komitetu wyborczego Koalicja Europejska ponownie w okręgu wyborczym nr 10 (Kraków), uzyskując po raz kolejny mandat poselski. W lipcu tego samego roku została wybrana na wiceprzewodniczącą Komisji Rynku Wewnętrznego i Ochrony Konsumentów. W maju 2021 Róża Thun wystąpiła z Platformy Obywatelskiej. W listopadzie 2021 przystąpiła do ugrupowania Polska 2050 oraz do frakcji Odnówmy Europę w PE.
W styczniu 2018 eurodeputowany PiS Ryszard Czarnecki porównał ją do szmalcowników. Róża Thun wytoczyła mu powództwo o naruszenie dóbr osobistych. Proces zakończył się we wrześniu 2020, kiedy to Sąd Apelacyjny w Warszawie prawomocnie nakazał Ryszardowi Czarneckiemu przeproszenie eurodeputowanej oraz zapłatę na cel społeczny. Wcześniej w związku z tymi słowami polityk PiS został odwołany ze stanowiska wiceprzewodniczącego Parlamentu Europejskiego.
W wyborach do Parlamentu Europejskiego w 2024, startując z listy Trzeciej Drogi w okręgu wyborczym nr 12 (obejmującym województwa dolnośląskie i opolskie), bez powodzenia ubiegała się o reelekcję, uzyskując 14 202 głosy.

## Odznaczenia i wyróżnienia
Ordery i odznaczenia
- Krzyż Oficerski Orderu Odrodzenia Polski – 2003[18]
- Kawaler Legii Honorowej – Francja, 2015[19][20]
- Oficer Orderu Narodowego Zasługi – Francja, 2004
- Oficer Orderu Zasługi Republiki Włoskiej – Włochy, 2005[21]
- Wielka Złota Odznaka Honorowa za Zasługi dla Republiki Austrii – Austria, 2024[22]

Nagrody i wyróżnienia
Wyróżniona Medalem Europejskim (przyznawanym przez Business Centre Club i Urząd Komitetu Integracji Europejskiej), a także Nagrodą „Elle” oraz Nagrodą „Zwierciadła”. W 2008 otrzymała Laur Umiejętności i Kompetencji przyznawany przez Regionalną Izbę Gospodarczą w Katowicach. W 2011 i w 2013 zdobyła nagrodę MEP Awards dla najbardziej pracowitych posłów Parlamentu Europejskiego w kategorii rynek wewnętrzny i ochrona konsumentów, a w 2014 otrzymała tę nagrodę w kategorii polityka internetowa. W 2014 otrzymała nagrodę „Polonicus”. W 2022 została wyróżniona Nagrodą Viadriny, przyznaną przez fundację z Uniwersytetu Europejskiego Viadrina we Frankfurcie nad Odrą.

## Życie prywatne
Córka historyka sztuki Jacka Woźniakowskiego, założyciela wydawnictwa „Znak” i prezydenta Krakowa w latach 1990–1991, oraz Marii Karoliny z domu Plater-Zyberk. Siostra wydawcy Henryka Woźniakowskiego. Prawnuczka ekonomisty Jana Gwalberta Pawlikowskiego, praprawnuczka malarza Henryka Rodakowskiego oraz hrabiego Emeryka Hutten-Czapskiego. Jej babka Róża od strony matki była siostrą Józefa Czapskiego i Marii Czapskiej.
Od 1981 żona Franza Grafa von Thun und Hohenstein (ur. 1948), hrabiego, a następnie księcia w tym rodzie. Matka trzech córek i syna.
Zna język angielski, francuski, niemiecki i włoski.

## Wyniki w wyborach ogólnopolskich
| Wybory | Komitet wyborczy                   | Komitet wyborczy      | Organ                             | Okręg | Wynik            |
| ------ | ---------------------------------- | --------------------- | --------------------------------- | ----- | ---------------- |
| 2009   |                                    | Platforma Obywatelska | Parlament Europejski VII kadencji | nr 10 | 153 966 (16,53%) |
| 2014   | Parlament Europejski VIII kadencji | Platforma Obywatelska | 125 738 (13,74%)                  | nr 10 |                  |
| 2019   |                                    | Koalicja Europejska   | Parlament Europejski IX kadencji  | nr 10 | 219 734 (12,71%) |
| 2024   |                                    | Trzecia Droga         | Parlament Europejski X kadencji   | nr 12 | 14 202 (1,24%)   |